# Fukuoka SoftBank Hawks
I Fukuoka SoftBank Hawks (福岡ソフトバンクホークス?) sono una squadra professionistica giapponese di baseball con sede a Fukuoka. Militano nella Pacific League della Nippon Professional Baseball e giocano le partite casalinghe al Fukuoka Dome.
Hanno vinto il titolo di campioni assoluti della NPB per undici volte e il titolo della Pacific League per diciannove.
La squadra fu fondata nel 1938 e, nel corso degli anni, ha assunto le seguenti denominazioni:
- Nankai (南海軍?) (1938–1944)
- Kinki Nippon (近畿日本軍?) (1944–1945)
- Great Ring (グレートリング?) (1946–1947)
- Nankai Hawks (南海ホークス?) (1947–1988)
- Fukuoka Daiei Hawks (福岡ダイエーホークス?) (1989–2004)
- Fukuoka SoftBank Hawks (福岡ソフトバンクホークス?) (2005–)

## Allenatori
- (高須一雄, 1938-1940)
- (三谷八郎, 1941-1942)
- Kisaku Kato (加藤喜作, 1942)
- (高田勝生, 1943)
- Kisaku Kato (1943-1945)
- Kazuto Tsuruoka (鶴岡一人, 1946-1965)
- Kazuo Kageyama (蔭山和夫, 1965)
- Kazuto Tsuruoka (1966-1968)
- Tokuji Iida (飯田徳治, 1969)
- Katsuya Nomura (野村克也, 1970-1977)
- Yoshinori Hirose (広瀬叔功, 1978-1980)
- Don Blasingame (1981-1982)
- Yoshio Anabuki (穴吹義雄, 1983-1985)
- Tadashi Sugiura (杉浦忠, 1986-1989)
- Kōichi Tabuchi (田淵幸一, 1990-1992)
- Rikuo Nemoto (根本陸夫, 1993–1994)
- Sadaharu Oh (王貞治, 1995-2008)
- Koji Akiyama (秋山幸二, 2009–2014)
- Kimiyasu Kudo (工藤公康, 2015–)

## Giocatore
- Nobuhiko Matsunaka (松中信彦, 1997-)
- Nobuhiro Matsuda (松田宣浩, 2006-)
- Masahiko Morifuku (森福允彦, 2007-)
- Kenji Otonari (大隣憲司, 2007-)
- Tadashi Settsu (攝津正, 2009-)
- Seiichi Uchikawa (内川聖一, 2011-)
- Dae-Ho Lee (이대호, 2014-)
- Daisuke Matsuzaka (松坂大輔, 2015-)

### Ex giocatore

#### Membri della Baseball Hall of Fame (lista parziale)
- Kazuto Tsuruoka (鶴岡一人, 1939, 1946-1952)
- Takehiko Bessho (別所毅彦, 1942-1943, 1946-1948)
- Tokuji Iida (飯田徳治, 1947-1956)
- Katsuya Nomura (野村克也, 1954-1977)
- Mutsuo Minagawa (皆川睦雄, 1954-1971)
- Yoshinori Hirose (広瀬叔功, 1955-1977)
- Tadashi Sugiura (杉浦忠, 1958-1970)
- Hiromitsu Kadota (門田博光, 1970-1988, 1991-1992)
- Koji Akiyama (秋山幸二, 1994–2002)

#### Altri
- →  Hiromasa Arai (新井宏昌, 1975-1985)
- Koji Moriwaki (森脇浩司, 1987-1996)
- Hiroki Kokubo (小久保裕紀, 1994-2003, 2007-2012)
- Kenji Johjima (城島健司, 1995-2005)
- Tadahito Iguchi (井口資仁, 1997-2004)
- Toshiya Sugiuchi (杉内俊哉, 2002-2011)
- Tsuyoshi Wada (和田毅, 2003-2011)